# 俊哪池
俊哪池為一座位在臺灣花蓮縣光復鄉的小型水庫，其命名由來為當地原住民族阿美族稱該地為sena，而音譯而來。

## 沿革

### 日治時期
俊哪池最早是在臺灣日治時期1944年（昭和18年）由當地的日本人號召阿美族太巴塱部落族人耗資1600萬日圓來興建，引水自海岸山脈水系之溪流，並在該溪流河床上建有土堤一座，以牛隻壓實施作，完工後俊哪池東西向長150公尺、南北向200公尺。

### 省政府時期至今
二戰後，臺灣省政府接收日本人留下的俊哪池，並將其歸入農田旗下管轄，列為「農田水利署花蓮管理處 （页面存档备份，存于） 」東富圳二號埤池，爾後由於俊哪池每當4、5月時將進入枯水期，使得供水量不穩定，因此農田水利署花蓮管理處在俊哪池附近開鑿五口井來補充池水，然效果仍不彰。
2004年（民國96年），時任花蓮農田水利會會長的花蓮副縣長蔡運煌指示，以生態工法將俊哪池進行整頓，規劃建置休閒涼亭與步道，成為埤池公園。

## 周遭景點
- 太巴塱部落
- 花蓮糖廠
- 阿多莫部落
- 拉索埃湧泉[5]
- 台11甲線
- 縣道193號

## 資料來源
1. 1 2  tafalong. . 隨意窩Xuite日誌. 2009-08-29  [2015-06-25]. （原始内容存档于2016-03-04） （中文（臺灣））.
2. 1 2 3  中廣新聞網. . Yahoo奇摩新聞. 2013年4月9日  [2015-06-25]. （原始内容存档于2016-03-05） （中文（臺灣））.
3. ↑  .   [2021-08-25]. （原始内容存档于2021-08-25）.
4. ↑  .   [2021-08-25]. （原始内容存档于2021-08-25）.
5. ↑  .   [2021-08-25]. （原始内容存档于2020-06-03）.